# 上海河流列表
上海河流列表，列舉全部或部分在上海市境內的河流，並依照流域排列；支流則由河口至源頭排序。

## 長江口以南諸河流
- 大治河（黃浦江分流）
- 川楊河（黃浦江分流）

## 長江水系
- 長江：跨省市河流。
  - 黃浦江
    - 薀藻浜（吳淞江分流）
    - 吳淞江：跨省市河流，上游位於江蘇境內。
      - 薀藻浜（分流入黃浦江）
      - 太湖
        - 太浦河（分流入泖河－斜塘－橫潦涇－黃埔江）

    - 龍華港－漕河涇港
      - 蒲匯塘

    - 川楊河（分流入海）
    - 淀浦河－淀山湖
    - 大治河（分流入海）
    - 大泖港－上海塘：跨省市河流，上游位於浙江境內。
    - 橫潦涇
      - 大蒸港－紅旗塘：跨省市河流，上游位於浙江境內。
      - 斜塘－泖河－攔路港－淀山湖
        - 太浦河（太湖分流）：跨省市河流，上游位於江蘇境內。